# Heart-Shaped Box
"Heart-Shaped Box" er en single fra 1993 af det amerikanske grungeband Nirvana, der blev udgivet som hovedsingle fra bandets tredje og sidste studiealbum In Utero. "Heart-Shaped Box", der er skrevet af bandets sanger Kurt Cobain, blev bandets første single, der kom ind på top 5 i Storbritannien og havnede som bedste på plads 1 i USA. Cobain har sagt, at inspirationen til sangen kom fra nogle dokumentarfilm om børn med cancer, selvom nogen anmeldere mener, at den i stedet handler om Cobains forhold med sin kone Courtney Love. "Heart-Shaped Box" var den sidste sang som Nirvana spillede ved deres allersidste koncert i München, Tyskland den 1. marts 1994.
Nirvana indspillede først "Heart-Shaped Box" i januar 1993, men det var først måneden efter at albumversionen af sangen blev indspillet. Bandet havde haft besvær med at færdiggøre sangen, og det var først da sangen var helt færdigskrevet, at Cobain forstod hvor god sangen egentlig var. Da "Heart-Shaped Box" blev indspillet i februar 1993 var hverken Cobain eller Krist Novoselic tilfredse med den første miksning af sangen. Den blev derfor mikset om af Scott Litt og under denne miksning kom Cobain tilfældigt til at tilføje både en akustisk guitar og en harmonistemme i sangen.
Musikvideoen instrueredes af Anton Corbijn selvom Kevin Kerslake, som havde arbejdet med bandet på fire af de tidligere musikvideoer, først var tænkt at skulle instruere musikvideoen. Corbijn var i begyndelsen usikker på om han ville instruere musikvideoen eller ej, men efter at han læste Cobains musikvideooplæg igennem blev han imponeret og bestemte sig for at gå med til at instruere musikvideoen. Musikvideoen vandt to MTV Video Music Awards i kategorierne Best Alternative Video og Best Art Direction 1994 og sangen havnede i toppen i musikvideokategorien på The Village Voices liste Pazz & Jop 1993.

## Baggrund og indspilning
Kurt Cobain skrev "Heart-Shaped Box" tidligt i 1992. Cobain glemte sangen for nogen tid, men begyndte at arbejde med den igen da han og hans kone Courtney Love flyttede ind i et hus i Hollywood Hills i Los Angeles, Californien. I et interview med Rolling Stone i 1994 sagde Love, at hun hørte da Cobain spillede nogle guitarriffs inde i et skab. Love sagde, at hun da spurgte Cobain om hun måtte anvende nogle af guitarrifferne til en af sine sange, men Cobain bad hende da at "skrubbe af" og efter det lukkede han skabsdøren. Love sagde, at Cobain forsøgte at holde sangen hemmelig, men at hun fra etagen nedenunder kunne høre, hvordan kan øvede sig på guitarriffet. Cobain og Love havde en fælles dagbog, hvor de plejede at nedskrive deres sangtekster og Cobain-biografen Charles Cross lagde mærke til, hvordan Loves måde at skrive sange på havde indflydelse på Cobain. Sangens navn kom fra en hjerteformet æske (indeholdende små legeting, muslingeskaller og kogler) som Love havde givet til Cobain. Dog var Cobains oprindelige navn på sangen "Heart-Shaped Coffin".
Nirvana havde besvær med at fuldende sangen og Cobain bad Krist Novoselic og Dave Grohl om hjælp til at skrive sangen færdig under deres jamsessions. Cobain har sagt, at han forventede, at Novoselic og Grohl skulle gøre hans arbejde med sangen nemmere, men det lykkedes kun at skabe hvad Cobain kaldte for "larm". Cobain gav til sidst "Heart-Shaped Box" en sidste chance for at blive færdig, inden han ville give op. Det lykkedes ham så at få en melodi til sin sang, og det lykkedes endeligt Nirvana få skrevet sangen færdig. Det var først da sangen var helt klar, at Cobain forstod, at det var en god sang, de havde skabt.
I januar 1993 blev "Heart-Shaped Box" indspillet for første gang, da med producenten Craig Montgomery i Rio de Janeiro, Brasilien, og det var den første sang, der blev indspillet i denne session. Versionen, som kom med på In Utero, blev indspillet måneden efter, da med producenten Steve Albini i Pachyderm Studio i Cannon Falls, Minnesota. "Heart-Shaped Box" blev mikset af Scott Litt eftersom Cobain ikke var tilfreds med den første miksning af sangen. Han syntes at sangen og basen ikke var tilstrækkeligt fremtrædende og Novoselic har også sagt, at han heller ikke var tilfreds med den første miksning af sangen. Novoselic sagde 1993 i et interview med avisen Chicago Sun-Times, at han var mest utilfreds med hvordan effektpedalen bruges under guitarsoloen. Da Litt remiksede sangen, udnyttede Cobain muligheden til at lægge både en akustisk guitar og en harmonistemme på sangen.

## Komposition og sangtekst
Cobain har sagt, at inspirationen til "Heart-Shaped Box" kom fra dokumentarfilm om børn med cancer. Nirvana-biografen Michael Azerrad skriver, at Cobain havde fortalt ham, at når han tænkte på børn, som var døde af cancer, så gjorde det ham mere ked af det end noget andet man kunne forestille sig. Azerrad drog den slutning, at selvom Cobain sagde at sangen handlade om børn med cancer, anså han at den i stedet handlede om Cobains forhold med Love. Charles Cross skrev i sin biografi om Cobain, at teksten "I wish I could eat your cancer when you turn black" var Cobains indviklede måde at sige, at han elskede Love. Cobain har sagt, at refrainet i sangen "Hey, wait, I've got a new complaint" var et eksempel på, hvordan han blev opfattet af massemedierne. Novoselic mente, at "Heart-Shaped Box" sammen med "All Apologies", var "gateways" som gav de andre sange på albummet en mere rå lyd. Novoselic har i et interview sagt, at da man lyttede til In Utero blev man klar over hvor aggressivt albummet egentlig var.
Journalisten Gillian Gaar beskrev "Heart-Shaped Box" som en klassisk Nirvana-sang, som havde et behersket og faldende guitarriff i versene for siden at nå fuld intensitet i refrainet. Mark Deming fra Allmusic mente, at selvom om sangen ikke nødvendigvis handlede om Cobains og Loves forhold virkede det som om, at den handlede om to personer, som havde en dysfunktionel relation til hinanden. Deming skrev, præcis som Gaar, at sangen viser Nirvanas klassiske komposition med et roligt vers og et tungere og mere højlydt refrain. Deming gav også en hyldest til Novoselics basspil, Grohls trommer og Albinis produktion, hvilket han mente fremhævede Cobains sang og guitarspil på en vældig god måde.

## Lancering og modtagelse
I USA blev "Heart-Shaped Box" lanceret af DGC Records, primært til college-, alternative rock- og AOR-radiostationer i begyndelsen af september 1993. Der var da ingen planer om at udgive sangen som en single i USA, selvom den var udgivet som en single i blandt andet Europa. Den daværende markedschef for Geffen Records sagde i et interview med Billboard, at de ikke bevidst planlagde, at sangen skulle nå en højere placering på hitlisterne. Markedschefen sagde også at Nirvana ikke solgte 5 mio. albums på grund af en hitsingle, men snarere på grund hvem de var. "Heart-Shaped Box" nåede som bedste placering nummer 1 på hitlisten Modern Rock Tracks, men også plads 5 på UK Singles Chart. og plads 6 i Danmark.
"Heart-Shaped Box" kom på en delt andenplads på The Village Voices liste Pazz & Jop over bedste singler i 1993. Denne placering deltes med Digable Planets' sang "Rebirth of Slick (Cool Like Dat)". Sangen kom i 2004 på plads 4 da New Musical Express listede de tyve bedste Nirvana-sange nogensinde.

## Musikvideo
Musikvideoen til "Heart-Shaped Box" skulle først være instrueret af Kevin Kerslake, som tidligere havde instrueret bandets musikvideoer til singlerne "Come as You Are", "Lithium", "In Bloom" og "Sliver". Kerslake kom med fem forskellige musikvideoforslag mellem juli og august 1993, men da der ikke kunne opnås enighed mellem Kerslake og Nirvana, valgte bandet til sidst at samarbejde med den nederlandske fotograf og videoinstruktør Anton Corbijn i stedet. Corbijn var fra starten usikker på, om han virkelig ville arbejde med Nirvana, da han typisk havde sine egne ideer til musikvideoerne, og Cobain havde præsenteret nogle meget detaljerede instruktioner om, hvad der skulle være med i musikvideoen. Da Corbijn så læste Cobains musikvideoforslag igennem, blev han imponeret og bestemte sig for at gå med til at instruere musikvideoen.
Musikvideoen begynder og ender på et hospital, hvor en ældre mand ligger i en seng og får drop. Det meste af handlingen udspiller sig udenfor i et surrealistisk miljø, som delvist er baseret på Troldmanden fra Oz. I det første vers af sangen klatrer den ældre mand fra hospitalet op på et kors, der er fyldt med krager. I det andet vers introduceres en yngre pige iklædt en Ku Klux Klan-dragt. Hun strækker sig mod nogle fostre, som hænger i et træ, og en overvægtig kvinde i en dragt som har menneskeorganer påmalet og englevinger sat fast bagpå. I slutningen af musikvideoen befinder bandet sig alene udenfor under refrainet, hvor Cobains ansigt går ind og ud af fokus i store dele af scenen. Selvom det var Cobain som kom på de fleste af ideerne til musikvideoen, supplerede Corbijn med egne ideer, såsom de åbenlyst falske krager på korset, en stige som den ældre mand anvendte for at klatre op på korset og en stor kasse med et hjerte ovenpå, som bandet befinder sig i i den sidste del af musikvideoen. En anden version af musikvideoen blev også sammenklippet af Corbijn. Denne version indeholder flere scener med den unge pige og den overvægtige kvinde, ligeosm der er en scene, hvor Cobain ligger på en valmueeng med røg omkring sig. Denne version findes på DVD-udgaven af The Work of Director Anton Corbijn.
Efter at musikvideoen blev udgivet stævnede Kerslake Nirvana, da han hævdede ophavsretsbrud. Parterne indgik siden forlig uden en retssag. Musikvideoen vandt to MTV Video Music Awards i kategorierne Best Alternative Video og Best Art Direction i 1994. Da Cobain var død i april samme år blev priserne i stedet modtaget af Novoselic, Grohl og turnémedlemmet Pat Smear. "Heart-Shaped Box" havnede i toppen af musikvideokategorien på The Village Voices liste Pazz & Jop 1993.

## Coverversioner
Flera artister har lavet coverversioner af "Heart-Shaped Box". Jay Smith, vinderen af den svenske version af Idols, optrådte med sangen i programmet den 15. oktober 2010 og Evanescence udgav en akustisk liveversion af sangen på deres single "Going Under".
Rachel Z Trio indspillede sangen på deres album First Time Ever I Saw Your Face og den norske sanger Erlend Bratland indsang "Heart-Shaped Box" på sit debutalbum True Colors. Sofia Allard har tolket sangen på sit album Search & Destroy: A Punk Lounge Experience.
Den israelske pianist Yaron Herman indspillede sangen på sit album Follow the White Rabbit og reggaeartisten Little Roy har indspillet en coverversion af "Heart-Shaped Box" på sit Nirvana-inspirerede studiealbum Battle for Seattle.

## Hitlister
| Hitliste                                      | Højeste placering |
| --------------------------------------------- | ----------------- |
| ARIA Charts                                   | 21                |
| Canadian Singles Chart                        | 17                |
| Finlands officielle liste                     | 14                |
| Hot Mainstream Rock Tracks                    | 4                 |
| Irish Singles Chart                           | 6                 |
| Modern Rock Tracks                            | 1                 |
| Nederlandse Top 40                            | 32                |
| Recording Industry Association of New Zealand | 9                 |
| Single Top 100                                | 36                |
| Sverigetopplistan                             | 16                |
| Hitlisten, Danmark                            | 6                 |
| Syndicat National de l'Édition Phonographique | 37                |
| UK Singles Chart                              | 5                 |
| Ultratop                                      | 31                |